# 日本四照花
日本四照花（学名：Cornus japonica）是山茱萸科山茱萸属的种。分布在日本、朝鲜以及中国大陆的东南各省等地。

## 别名
东瀛四照花（植物分类学报）

## 亚种
- Cornus kousa subsp. chinensis (Osborn) Q.Y.Xiang
- Cornus kousa subsp. kousa

变种
- 白毛四照花 ，分布于中国大陆的四川、陕西等地，生长于海拔1,430米至1,700米的地区，一般生长在森林中。